# Bowers (Pennsylvanie)
Pour les articles homonymes, voir Bowers.
Bowers est une census-designated place située dans le comté de Berks, dans le Commonwealth de Pennsylvanie, aux États-Unis. Sa population, qui s’élevait à 326 habitants lors du recensement de 2010, est estimée à 310 habitants au 1er juillet 2020.